# Contea di Estill
La contea di Estill in inglese Estill County è una contea dello Stato del Kentucky, negli Stati Uniti. La popolazione al censimento del 2000 era di 15 307 abitanti. Il capoluogo di contea è Irvine